# Kékszalag
A balatoni Kékszalag nemzetközi távolsági vitorlásverseny, a tavat megkerülő és évente megrendezésre kerülő sportesemény, amelyen közel harmincféle hajóosztályban hirdetnek eredményt az alapvetően túra jellegű hajók között. Egy-egy szabad tervezésű hajóosztály előírásainak célja az előnyadás nélküli versenyzés és az egységesség lehetőség szerinti biztosítása. A verseny ma Európa legnagyobb presztízsű, legrégibb, leghosszabb távú és a legtöbb indulót regisztráló tókerülő túraversenye vitorlás hajók számára. A túraversenyen a vitorláshajóknak egy bójákkal előre kitűzött távot kell megtenni a lehető leggyorsabban az adott szél és időjárási körülmények között. A versenyre a vízi és a belvízi közlekedésre vonatkozó szabályok (A Vitorlázás Versenyszabályai, Hajózási Szabályzat stb.) és előírások vonatkoznak. 2014-től a Magyar Vitorlás Szövetség felszámolta a kötöttségeket az alapítók szándékainak megfelelően és szabaddá vált a nevezés mindenki számára. A sportorvosi igazolás kötelező.
Egy pályán versenyeznek az idén 120 éves Kishamis és a „foil”-ok segítségével víz felett repülő, többtestű, karbonszálas hajók
A Magyar Vitorlás Szövetség által kiírt gyorsasági verseny hagyományos útvonala: Balatonfüred – Balatonkenese – Siófok – Keszthely – Balatonfüred. A megtett távolság hossza légvonalban: 155 km. A távot motorhasználat és kikötés nélkül, 48 óra alatt kell teljesíteni. Egy ágyúlövés jelére a rajt Balatonfüreden reggel kilenckor van, majd a verseny a tó keleti medencéjében egy nagy körrel folytatódik az első pályajelnél bójakerüléssel Balatonkenesénél, majd Siófoknál is, onnan a tihanyi-szoroson át Keszthelyig navigálnak a kormányosok, aztán visszafordulnak a hajók és elvitorláznak a balatonfüredi befutóig, ahol a célvonalat a balatonfüredi kikötő előtt tűzik ki a hajózóknak.
Valaha a tengerek leggyorsabb vitorlás hajója viselhette árbocán a kék színű szalagot (az Atlanti óceánon leggyorsabban átkelő hajók a Kék szalag címet nyerték el), a balatoni sportvitorlások ezt a tradíciót átvéve versenyeznek a díjért, minden évben a Balatont körbehajózva. A verseny hagyományosan minden évben azon a júliusi csütörtöki napon indul, amelyik a legközelebb esik a teliholdhoz. Ez azért történik így, hogy a hajózókat a telihold fénye segítse a navigációban az éjszaka is tartó verseny során.

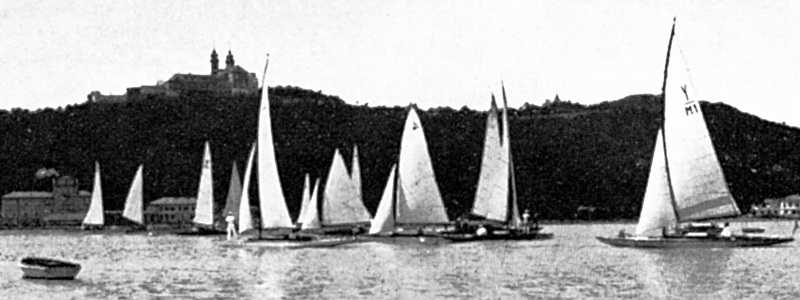
Kékszalag rajt – Balatonfüred, 1934. 07.27

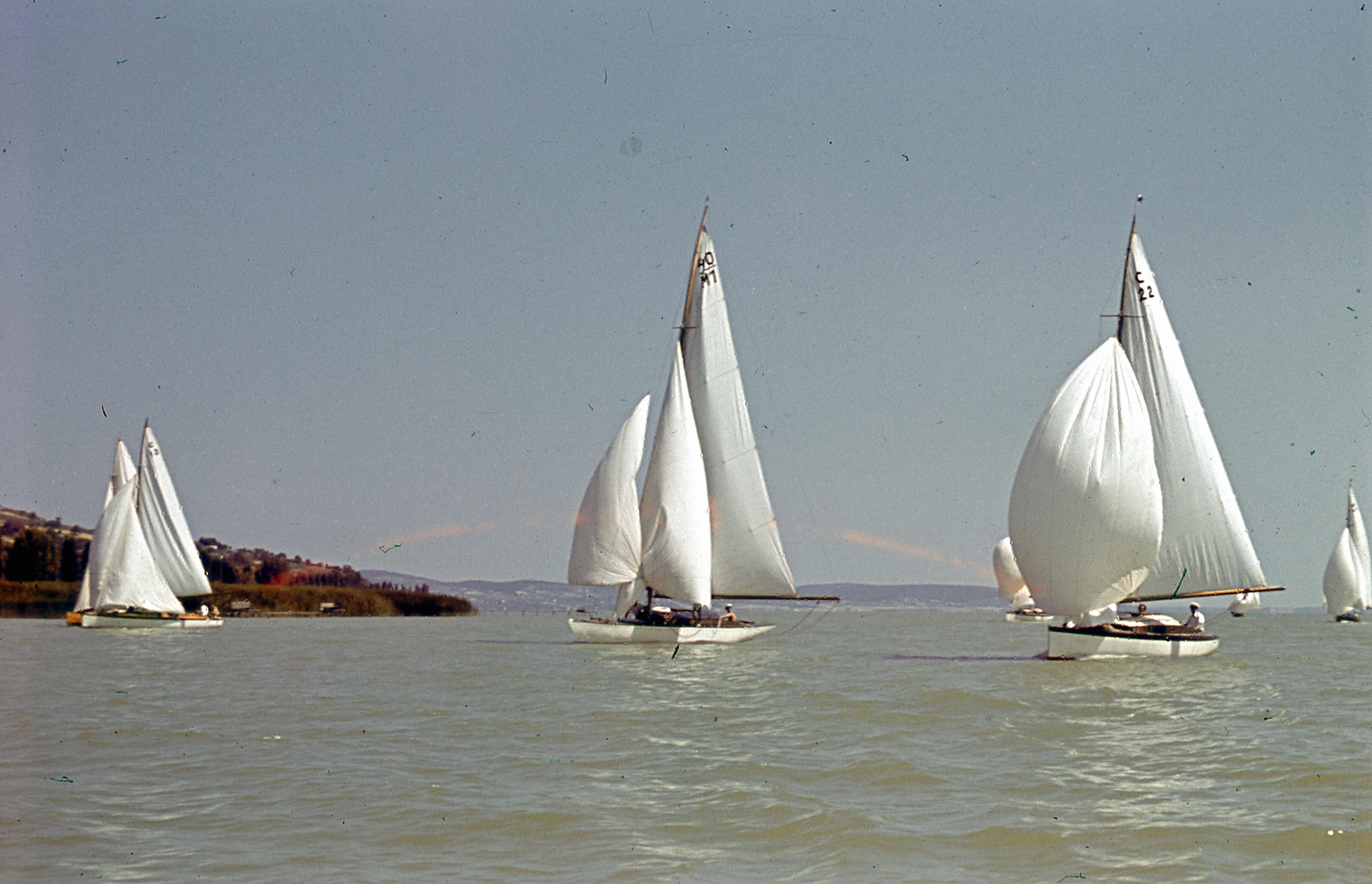
Az 1942-es Kékszalag mezőnye Tihanynál

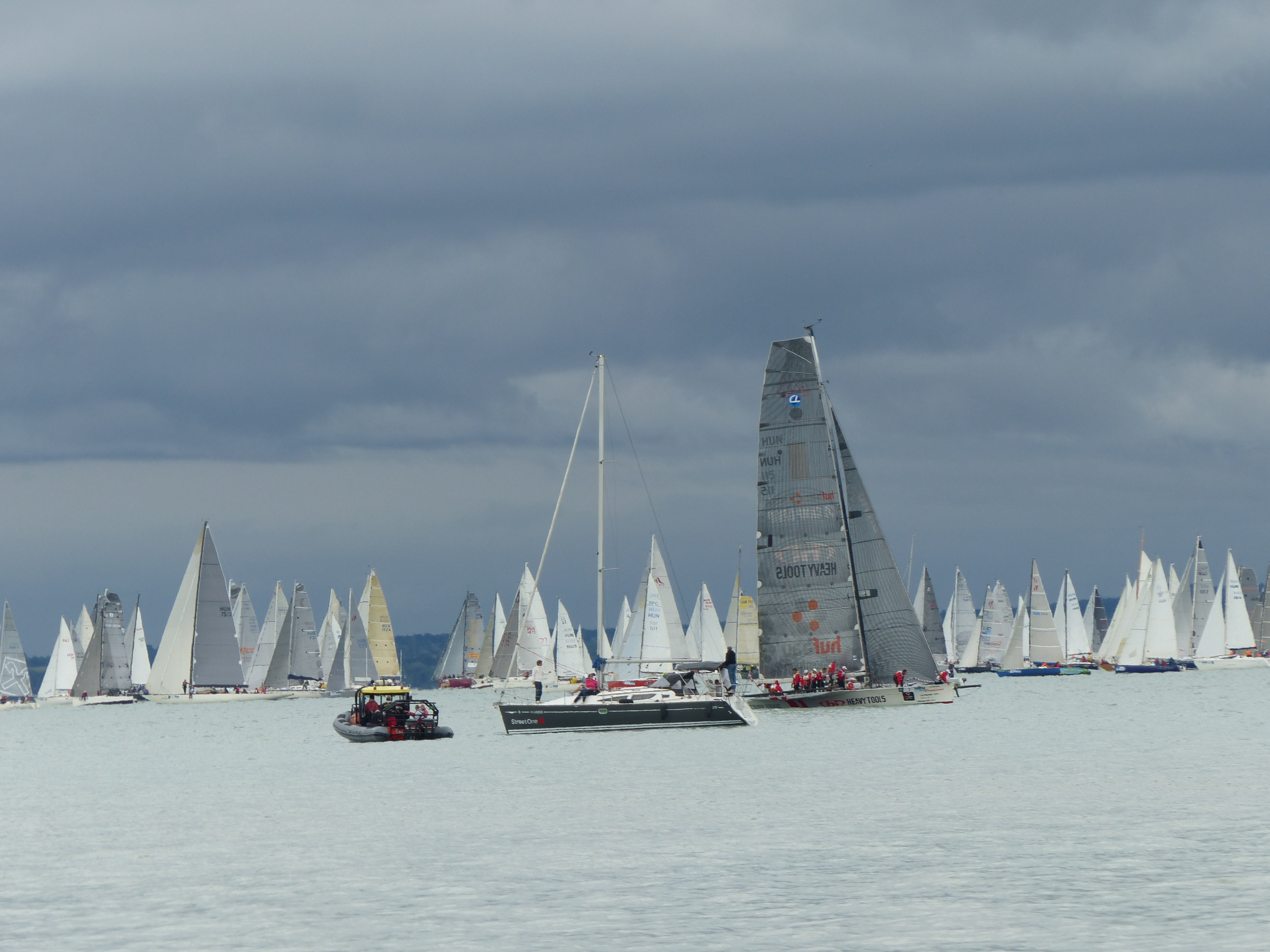
A 48. Kékszalag rajtja – Balatonfüred, 2016.07.14

## Története

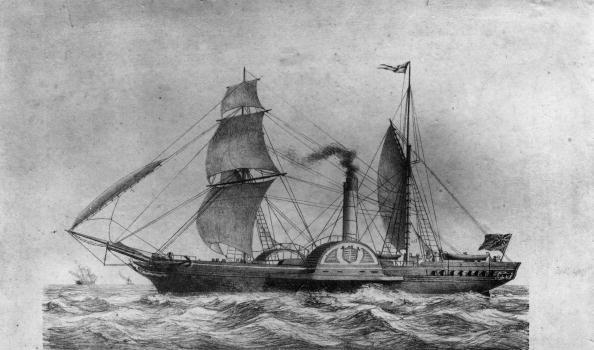
A Sirius 1837-ben nyerte el a Kék Szalagot az Atlanti-óceánon (Blue Riband of the Atlantic)

A balatoni túraverseny első győztese a Rabonbán, egy klasszikus cirkáló (angolul Square Metre Yacht vagy Skerry Cruiser, németül Scharenkreuzer vagy Schärenkreuzer) hajó volt

A Balatonon már a 19. században megindult a vitorlás yachtok versenyzése.
A jelenlegi vitorlás-hajóraj, a mely a Balatonon úszik, már szépszámú hajóból áll ; ezek közöl versenyképesek: a „Herczegnő", a „Királynő", „Mariska", a „Hableány" (18tonnás kétárboczos), „Jolánta" (9-tonnás), „Florida" (8-tonnás), ezek a nagyobb vitorlások; és „Mementó", „Blue-Roek", „Sárga Rózsa", „Szélvész", „Nameless" és „Szenta", ezek a kisebb vitorlások (öt tonnán alóliak.)
Az 1933-ban alakult balatonfüredi Hungária Yacht Club vezetői szerettek volna egy megállás nélküli vitorlásversenyt megrendezni a Balatonon, amelynek a végén a leggyorsabb hajó nyer, mivel addig olyan még nem volt a Balaton történetében. Az első versenyt a kék szalagért 1934. július 27-én rendezte a klub, amelyen 21 hajó állt rajthoz és csak ketten adták fel a versenyt. A győztes Ugron Gábor lett, Rabonbán nevű hajójával. A  hosszú tőkesúlyos 30-as cirkálót  (schärenkreuzer) 1927-ben építtette Németországban. A verseny a Hungária Yacht Club vitorlázói: Antal Miklós, Kemény Győző, Grofcsik János, Tuss Miklós, Keresztény Gyula és tagtársaik ötlete alapján valósult meg. A sikeres 30-as cirkáló hajótípust  a napjainkig az eredeti tervezési befoglaló képlet alapján építik és fejlesztik a Balatonon. Az 1930-as években a Magyar Vitorlás Szövetség hatékony támogatásával jelentősen fejlődött a vitorlázás Magyarországon. Minden idők legeredményesebb hajója a Kékszalagon, a fából épült Tramontana. A klasszikus cirkálóval 1940-ben, 1942-ben, 1963-ban, 1971-ben, 1977-ben, 1979-ben és 1989-ben nyertek Kékszalagot a kormányosai.
A 2014-ben rendezett verseny óta, mind a hagyományos (trapéz nélküli) egytestű hajók és a modern technológiai fejlődése során megszületett többtestű, hordszárnyas hajók is indulhatnak. A többtestű hajók egyre növekvő sebességfölényét a hajóépítés technológiai fejlődése tette lehetővé, az új anyagok a hajótervezést is forradalmasították a Kékszalag történelme során.
A tavat megkerülő népszerű versenyen megjelentek a Nyílt Többtestű Osztályban versenyző és versenyezni vágyó hordszárnyas katamaránok, amelyeken 13-15 csomós (kb. 26 km/h) sebességnél működésbe lépnek a foilerek és a T kiemelő kormány. Ekkor a víz fölé emelkedik a hajótestet, minimálisra csökkentve az ellenállást a vízben. 2017-től pedig már megjelentek az Extreme 40-es repülőszárnyas vitorlás hajók is a Balatonon. Várható volt, hogy előbb-utóbb megjelennek majd a sebességi rekordokat javítgató hordszárnyas trimaránok is.  A 2018-as Kékszalagon a tervek szerint indul a teljesen magyar fejlesztésű, de angolul elnevezett „Hungexpo Hungarian Silence”, a legmodernebb technológiák és anyagok felhasználásával készült, repülni is képes (foileres) hajó. A legtöbb induló hajót a második nap is a vízen és a versenyben találja, ami komoly fizikai és pszichológiai megterhelést jelent a hajók legénységének.
2018-ban újabb rekord született, miután több mint 660 hajó nevezett a viadalra.

## A versenykiírás

A Magyar Vitorlás Szövetség lobogója

Három nagy tókerülő európai versenyen, a Garda-tavi Centomiglia, a Boden-tavi Rund um és a Genfi-tavi Bol d’Or viadalon kívül a balatoni „Kékszalag” Európa leghosszabb és legrégibb tókerülő vitorlásversenye. A Balatonfüred-Balatonkenese-Siófok-Keszthely-Balatonfüred útvonalon, légvonalban 155 km a táv, melyet a versenyzők kezdetben időkorlátozás nélkül, ma már 48 óra alatt kell, hogy  megtegyenek. Az alapítók eredeti döntése szerint a tókerülőn bármilyen vitorlás hajóval lehet indulni, az nyer aki a kiírt távon, az óramutató járásának megfelelően a leggyorsabban körbehajózza a tavat: győzzön a leggyorsabb, legkitartóbb! A kékszalag verseny  győztese mindaddig árbocának csúcsán viselhette a kék szalagot,  amíg  a  következő versenyen  az  első helyet  el  nem vesztette.  1942-ig a versenyt kétévente tartották meg, páros években. A háborús évek miatt ezt követően csak 1947-ben tartották meg a következő versenyt. Ettől az évtől kezdve a versenyeket a páratlan években rendezték meg.  Hagyomány, hogy a versenyre mindig azon a júliusi hétvégén kerül sor, amely legközelebb van a holdtöltéhez. Ezt szükségessé tette, hogy sok versenyző csak a késő esti órákban, esetleg csak éjszaka tudja elérni a célt, így a Hold segíti a navigálást. A rajt reggel 9 óra. A győztes a verseny hivatalos díjszállítójának, a Herendi Porcelánmanufaktúraának a díszes serlegét nyeri el.

## A Kékszalag Nemzetközi Vitorlásverseny abszolút győztes kormányosai és hajói[35]
- 1934 Ugron Gábor, Rabonbán I (30-as cirkáló, schärenkreuzer. Magyarországon ebből a hajótipusból épült a legtöbb, ez volt a legnépszerűbb klasszikus hajóosztály)
- 1936 Kovács Béla, Kincsem III (22-es versenyyollé)
- 1938 Kovács Béla, Kincsem IV (22-es versenyyollé)
- 1940 Kultsár Istvánné Gordon Evelin (Első női győztes),  Tramontana
- 1942 Kultsár Istvánné Gordon Evelin, Tramontana.
- 1947 Tóth Kálmán, Hungária
- 1949 Mihálkovics János, Vészmadár
- 1951 Németh István, Nemere II.
- 1953 Németh István, Nemere II.
- 1955 Németh István, Nemere II. (75-ös cirkáló)
- 1959 Horváth Boldizsár, Addió (40-es cirkáló)
- 1961 Farkas László, Kékmadár
- 1963 Vályi Pál, Tramontana[36]
- 1965 Tolnai László, Olimpia III.
- 1967 Debrőczy Tibor, Trinidad
- 1969 Berta Lajos, Rabonbán II.  (30-as cirkáló)[37]
- 1971 Bucsy Balázs, Tramontana
- 1973 Gosztonyi András, Blott X.[38]
- 1975 Telegdy István, Blott X. (csillaghajó)
- 1977 Lovas József, Tramontana
- 1979 Lovas József, Tramontana
- 1981 Izsák Szabolcs, Hárpia
- 1983 Zdenka Richter, Simi
- 1985 Roóz Tamás, Scholz Imre ,Andorka Rudolf, Eindl Steeg, Simsalabin
- 1987 Eindl Steeg, Simsalabin, Roóz Tamás
- 1989 Gömöry Pál, Tramontana
- 1991 Helmuth Birkmayer, Gitzwerg és Balogh györgy, Nemere II. (megosztva)
- 1993 Tuss Miklós, Manual
- 1995 Tuss Miklós, Manual
- 1997 Christoph Wieser, Liberté
- 1999 Detre Szabolcs, Yuppie
- 2001 Litkey Farkas, Pleasure
- 2002 Litkey Farkas, Gardazzurra
- 2003 Litkey Farkas, Lisa
- 2004 Litkey Farkas, Gardazzurra
- 2005 Litkey Farkas, Liza
- 2006 Litkey Farkas, Clan Des Team
- 2007 Litkey Farkas, Lisa
- 2008 Litkey Farkas, Clan Des Team
- 2009 Litkey Farkas, Lisa
- 2010 Roland Gabler, NaturAqua
- 2011 Litkey Farkas, Lisa[39]
- 2012 Józsa Márton, Fifty–Fifty
- 2013 Litkey Farkas, Evopro-Lisa[40]
- 2014 Józsa Márton, Fifty-Fifty
- 2015 Christophe Peclard, Safram
- 2016 Litkey Farkas, Festipay (katamarán)
- 2017 Litkey Farkas, Festipay
- 2018 Christophe Peclard, Safram
- 2019 Petrányi Zoltán, Racing Django[41]
- 2020 Vándor Róbert, RSM2
- 2021 Vándor Róbert, RSM2
- 2022 Józsa Márton, Fifty-Fifty
- 2023 Józsa Márton, Fifty-Fifty
- 2024 Józsa Márton, Fifty-Fifty

## A Kékszalag versenyei

### 1. Kékszalag
Az első Kékszalag 1934. július 27-én rajtolt a Balatonfüred – Alsóörs – Keszthely – Balatonfüred távon. A 21 induló hajó közül csak kettő nem teljesítette a távot. Az abszolút győztes Ugron Gábor, a Rabonbán nevű hajó kormányosa volt.  Tihanyban került sor a díjkiosztóra 1934. július 29-én. A Balaton Kék Szalagját József főherceg adta át Ugron Gábornak: „Szimbólumot látok abban, hogy Erdély fia nyerte a Balaton kék szalagját! Szimbólumot, amely azt a gondolatot fejezi ki, hogy mi és Erdély örökké összetartozók vagyunk és egyekké leszünk is.” 
A tihanyi Sport Szállóban ünnepi közebéd keretében osztotta ki a dijakat József Ferenc királyi herceg. Klaszek Ödön a HYC. titkára rövid beszédben méltatta a verseny jelentőségét,rámutatva arra,hogy a verseny nemcsak sport szempontból volt kiváló teljesitmény, hanem nagy mertékben hozzájárult a Balaton propagandájához is, amennyiben a közönség széleskörű érdeklődését váltotta ki. Meleg ünneplésben részesült Ugrón Gábor a győztes Rabonbán vezetője.
A verseny végeredménye:
1. Rabonbán – dr. Ugron Gábor 
2. Glória – Reményi-Schneller Lajos 
3. Kincsem II. – Kovács Béla 
4. Betyár – Deér Dezsô 
5. Emese – Schuler István 
6. Eretnek – Biberauer Richárd 
7. Meteor – Hankóczy Jenô 
8. Pillangó – dr. Ember Károly 
9. Nemere – dr. Berzsenyi Zoltán 
10. Kari – Káldy Ferenc 
További hajók, befutási sorrend szerint: Lucifer – Krayer Krauss
Arnold, Sirocco – Grofcsik János, 22-es yolle – Buday Lajos, Zsa-
zsa – Izsák Olivér, Karakán – dr. Tuss Miklós, Nyíl – Jalsoviczky La-
jos, Sindbad – Antal Miklós, Kócsag – Fináczy Ernô, Csobogó –
Ilovszky János.

### 2. Kékszalag
A második Kékszalagon nevezett hajók: Glóriá és a Nemere (40-esek), a Rabonbán, Kabala és a Bohó, (30-asok), Karakán, Kari, Jómadár, Lucifer, Nyíl, Sirocco, Vihar, Zulu (22-es cirkálók), Csobogó, Csuhu, Edve, Fidelitás II., Flamingó, Kócsag, Mackó, Mosoly, Novara, Pillangó, Santa Maria, Virradat (25-ös túrajollék, Dódí, Kisangyalom I., Kisangyalom II., Kincsem III., Lehetetlen) (22-es versenyjollék), Betyár, Meteor, Sólyom  (osztályon kívüli tőkesúlyos hajók, Balaton, Fergeteg, Helikon, Keszthely, Kócsag, Mókus, Santa Barbara (osztályon kívüli jollék).
A verseny 1936. július 17-én reggel 8 órakor rajtolt.  Az első Kékszalaghoz képest megduplázódott a nevezett hajók száma. 35 hajó 137 hajóssal indult. A táv azonos az 1934. évivel, azzal a különbséggel, hogy a versenyzőket Révfülöpnél az északi parthoz vezették, tehát az útvonal módosult: Füred-Alsóörs-Révfülöp-Keszthely-Révfülöp-Tihany. A győztes Kováts Béla a Kincsem III.-mal.
A Hungária Yacht Club a díjkiosztó előtt parádés yachtfelvonulást rendezett Tihanyban a verseny védnökei, József herceg és Auguszta hercegkisasszony, valamint  Gömbös Gyula  miniszterelnök mint a verseny díszelnöke tiszteletére. A díjkiosztást 1936. július 19-én délben, a Tihanyi Sportszállóban tartották. A díjakat Anna hercegnő adta át, megjelent József herceg, Darányi Kálmán miniszterelnök helyettes, Andrássy Géza gróf, Kelemen Kornél, az OTT elnöke, Ugron Gábor, a Magyar Vitorlás Yacht Szövetség elnöke (1931 – 1942), Strimmel Viktorrin tihanyi apát.

### 3. Kékszalag
A harmadik Kékszalagot 1938-ban rendezték, A győztes Kováts Béla a Kincsem IV.-el.

### 4. Kékszalag

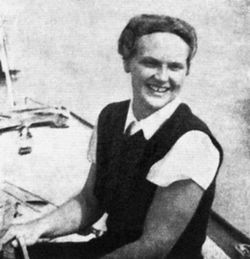
Női kormányos először 1940-ben nyerte a Kékszalagot. Dr. Kultsár Istvánné Gordon Evelyn a Tramontana nevű hajóval

1940-ben rendezték meg a 4. Kékszalagot. Gordon Evelin  győzött a Tramontana  nevű hajójával.

### 5. Kékszalag

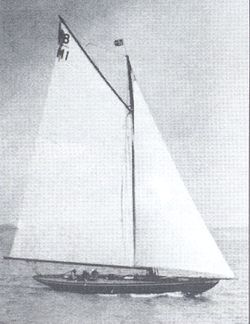
Tramontana, Gordon Evelyn hajója. A legsikeresebb hajó a Kékszalag történetében a Tramontana, amely 1940 és 1989 között hét alkalommal nyerte meg a versenyt

1942-ben először tették augusztusra a rajtot: 1942. augusztus 15-re. Ismét Gordon Evelyn kormányzásával győzött a Tramontana. Javában dúlt a második világháború, ám a hátországban nem állt meg az élet, a Balaton sportéletében sem következett be törés. Horthy Miklós és István fia voltak a Kékszalag fővédnökei.

### 6. Kékszalag
A világháború után először 1947-ben rendezték meg a Kékszalagot. Ekkor az a határozat született, hogy a továbbiakban kétévente, minden páratlan évben rendezik meg a versenyt. A 6. Kékszalag győztese Tóth Kálmán, Hungária nevű hajójával.

### 7. Kékszalag
Az 1949-ben megrendezett 7. Kékszalagon Mihálkovics János győzött a Vészmadárral.

### 8. Kékszalag
1951-ben a 8. Kékszalagot rendezték meg, melyen 52 hajó indult. Abszolút győztes Németh István (legénység: 
Németh Gyula, Berta Lajos, Horváth István, dr. Kenyeres Imre, Schlosser Imre és Morvay István) Második Dr. Horváth Boldizsár Bf. Vasas az Addio III 40-es cirkálóval, harmadik Dulácska György a Rabonbán 30-as cirkálóval.

### 9. Kékszalag
1953. július 25-én rajtolt a 9. Kékszalag. Igazi nyári időben kezdetben gyenge keleti szél fújt, ami később leállt. Szombat reggeltől vasárnap hajnalig még csak Balatongyörökig jutott el a mezőny eleje. 

### 10. Kékszalag

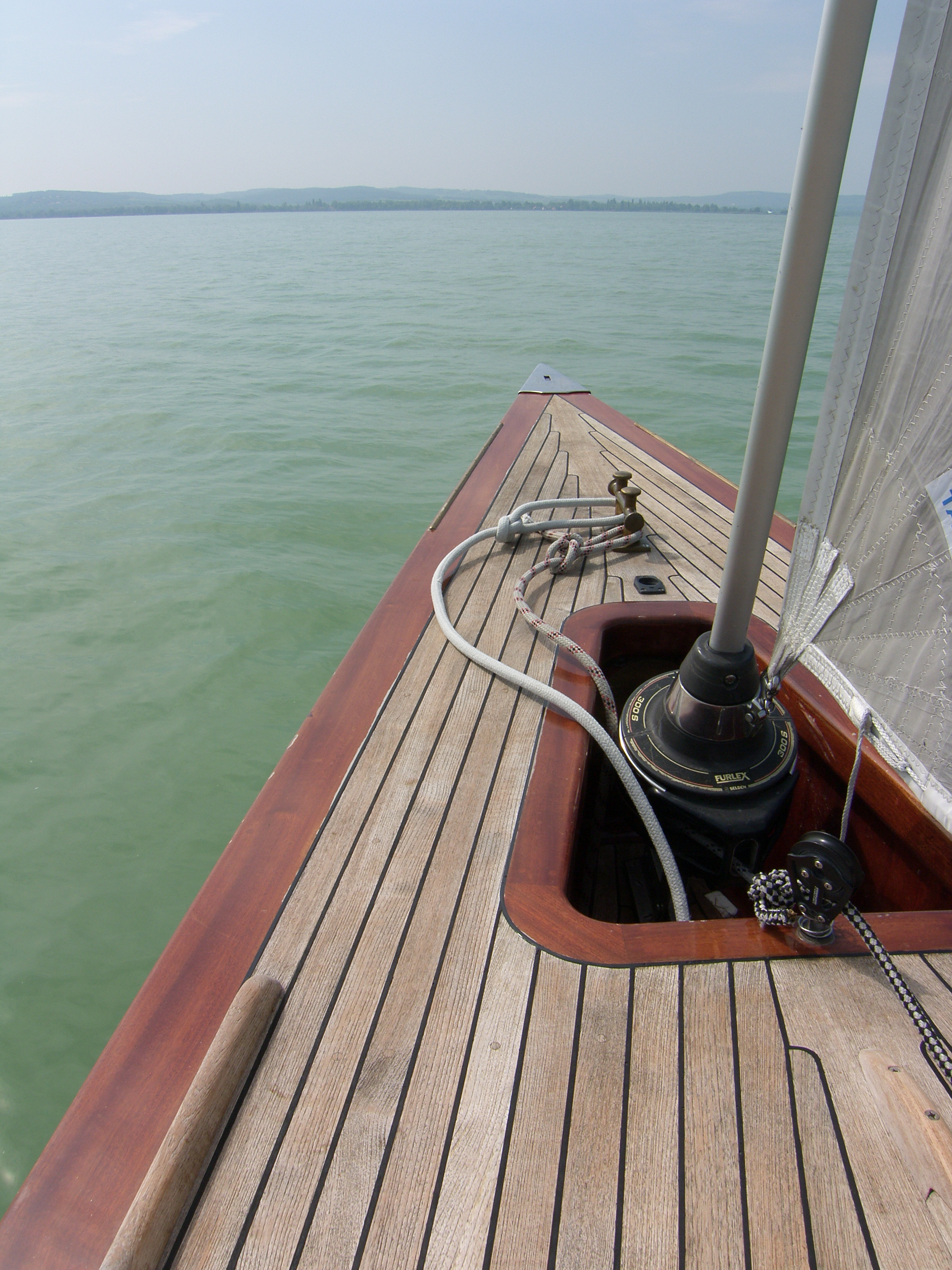
A 2000-ben felújított Nemere II. fedélzete. 1955. július 23-án Németh István kormányos a Nemere nevű 75-ös cirkálóval 57 évig fennálló kékszalag rekordot állított fel

1955. július 23-án indult a 10. Kékszalag. Németh István a Nemere nevű (75-ös cirkáló) hajójával 57 évre rekordidőt állított be.
A Budapesti Vasassal történt egyesülés következtében a Nemere II ekkor már a Budapesti Vasas színeiben indult. A kormánynál Németh István, legénység: Németh Gyula, Schmalz József, dr. Lettner Ferenc, Nógrádi Gyula, Bilos E. Livió és Kántor Pál. 2002-ben a Nemere II. 10 óra 40 perc alatt vitorlázta körbe a Balatont, e akkorra már csak ketten maradtak a régi legénységből.

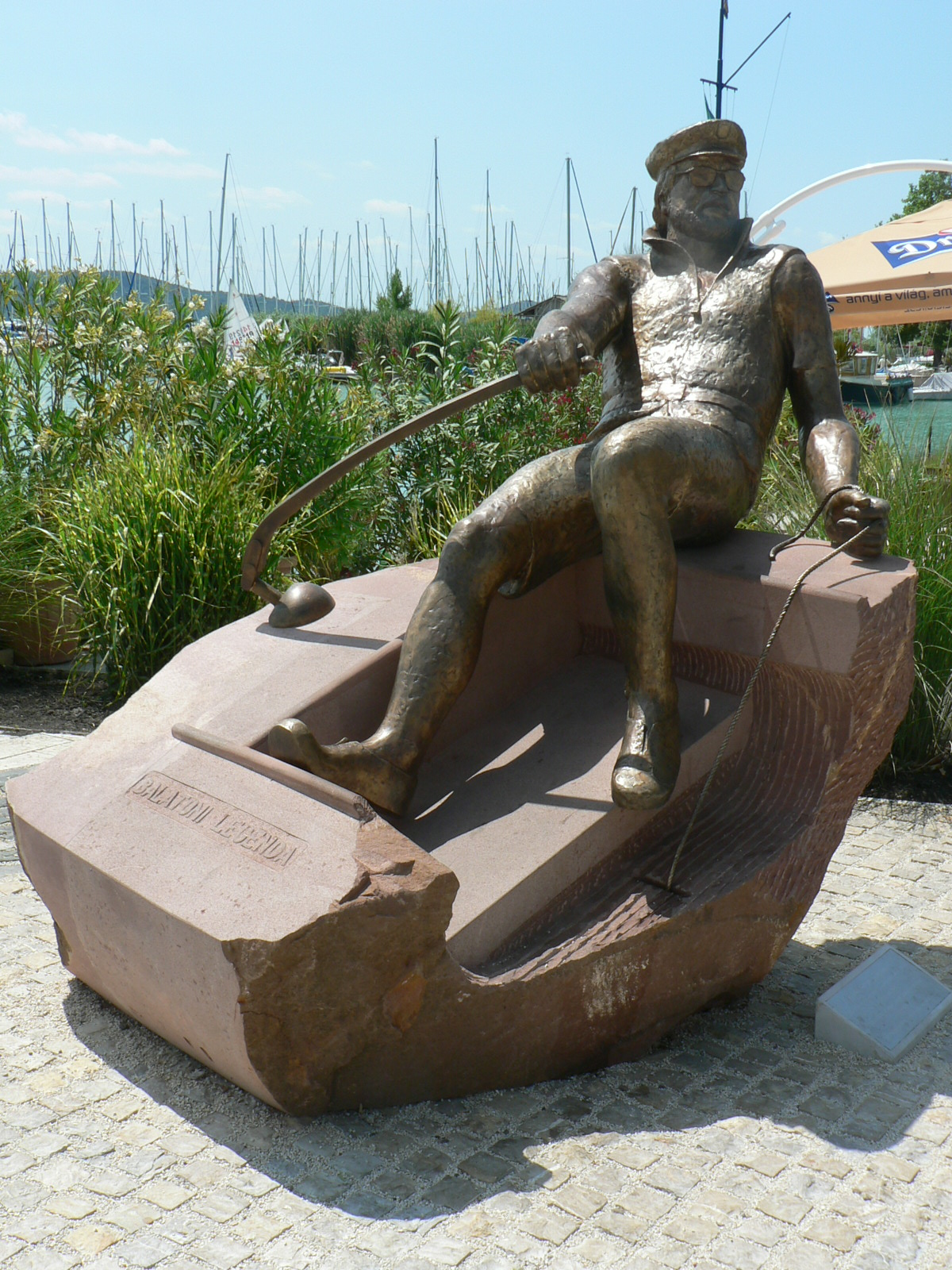
Bujtor István emlékműve Balatonfüreden. Farkas Ádám Munkácsy-díjas szobrászművész szobra. A kompozíció része az 1969-ben a Kékszalagon is győztes Rabonbán II. nevű hajó tatja, a híres cirkáló az 1980-as évek vége felé került a színművész tulajdonába

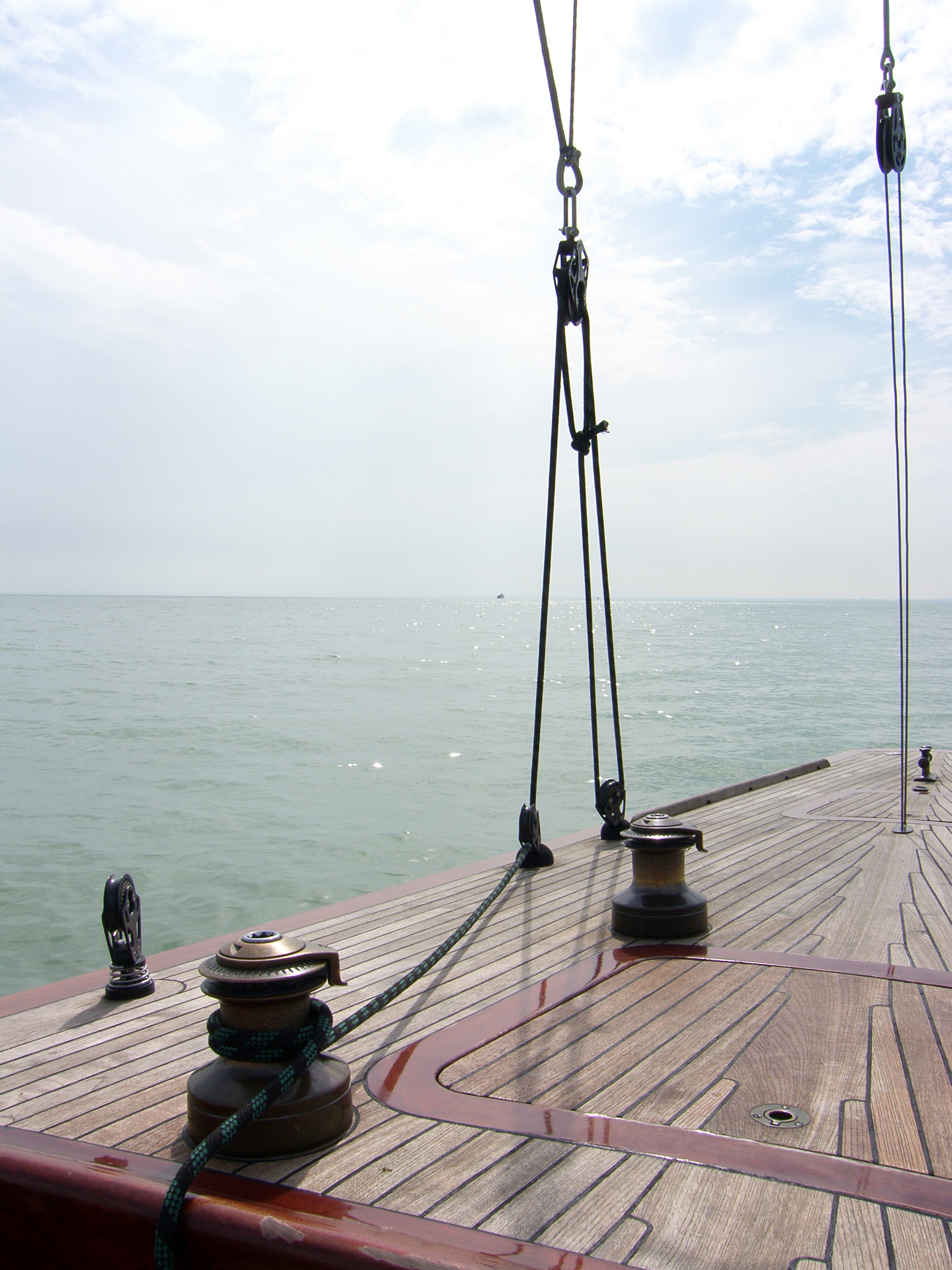
A 2000-ben felújított Nemere II. hátsó síkja

### 11. Kékszalag
1957-ben rendezték meg a 11. Kékszalagot. Schmalcz József győzött Nemere II. nevű hajójával.

### 12. Kékszalag
1959-ben rendezték meg a 12. Kékszalagot. Horváth Boldizsár győzött Addió nevű hajójával.

### 13. Kékszalag
1961-ben rendezték meg a 13. Kékszalagot. Farkas László győzött Kékmadár nevű hajójával.

### 14. Kékszalag
1963-ban rendezték meg a 14. Kékszalagot. Vályi Pál győzött Tramontána nevű hajójával.

### 15. Kékszalag
1965-ben rendezték meg a 15. Kékszalagot. Tolnay László győzött Olimpia III. nevű hajójával.

### 16. Kékszalag
1967-ben rendezték meg a 16. Kékszalagot. Debrőczy Tibor győzött Trinidad nevű hajójával.

### 17. Kékszalag
1969-ben rendezték meg a 17. Kékszalagot. Berta Lajos győzött Rabonbán nevű hajójával.

### 18. Kékszalag
1971-ben rendezték meg a 18. Kékszalagot. Bucsy Balázs győzött Tramontána nevű hajójával.

### 19. Kékszalag
1973-ban rendezték meg a 19. Kékszalagot. Gosztonyi András győzött Blott X nevű hajójával.

### 20. Kékszalag
1975. július 18-án 9 órakor rajtolt a Kékszalag. Az abszolút győztes Telegdy István Blott X. nevűhajójával (csillaghajó).

### 21. Kékszalag
1977-ben rendezték meg a 21. Kékszalagot. Lovas József győzött Tramontána nevű hajójával.

### 22. Kékszalag
1979-ben rendezték meg a 22. Kékszalagot. Lovas József győzött Tramontána nevű hajójával.

### 23. Kékszalag
1981-ben rendezték meg a 23. Kékszalagot. Izsák Szabolcs győzött Hárpia nevű hajójával.

### 24. Kékszalag
1983-ben rendezték meg a 24. Kékszalagot. Zdenka Richter győzött Simi nevű hajójával.

### 25. Kékszalag
1985-ben rendezték meg a 25. Kékszalagot. Eindl Steeg győzött Simsalabin nevű hajójával.

### 26. Kékszalag
1987-ben rendezték meg a 26. Kékszalagot. Eindl Steeg győzött Simsalabin nevű hajójával.

### 27. Kékszalag
1989-ben rendezték meg a 27. Kékszalagot. Gömöry Pál győzött Tramontána nevű hajójával.
Pénteken reggel rajtolt a Balatonon a Hungária Biztosító balatoni Kék szalag-vitorláseseménye, amelyen 174 egység kezdte meg 48 órásra tervezett „körutazását”. A Bujtor István színművész által irányított Rabonbán nevű vitorláson a legénység tagja Németh Miklós, a Minisztertanács elnöke is.

### 28. Kékszalag
1991-ben Helmuth Birkmayer győzött Gitzwerg nevű hajóval a Kékszalagon, de óvták, mert a Tihanyi-szorosban nem az előírt hajózási útvonalon vitorlázott. Viszont a versenykiírás német nyelvű fordításában ez rosszul szerepelt. Így a német hajót nem zárták ki, viszont a 20 perccel utána befutó, Balogh György által kormányzott Nemere II.-t is első helyezettnek, Kékszalag-győztesnek nyilvánították.  A  Nemere II. ötször diadalmaskodott a Kékszalagon.  Háromszor (1951, 1953, 1955)  Németh István, egyszer Schmalcz József (1957) és ugyancsak egyszer  dr. Balogh György kormányzásával (1991). A Nemere II.-t Dr. Márkus Andor megrendelésére 1944 júliusának végén, Benacsek Jenő tervei és irányítása mellett építették a Balatonfüredi Hajógyárban.  

### 29. Kékszalag
1993-ban rendezték meg a 29. Kékszalagot. Tuss Miklós győzött Manuál nevű hajójával.

### 30. Kékszalag
1995-ben rendezték meg a 30. Kékszalagot. Tuss Miklós győzött Manuál nevű hajójával.

### 31. Kékszalag
1997-ben rendezték meg a 31. Kékszalagot. Christoph Wieser győzött Liberté nevű hajójával.

### 32. Kékszalag
1999-ben rendezték meg a 32. Kékszalagot. Detre Szabolcs győzött Yuppie nevű hajójával.

### 33. Kékszalag
Ettől a versenytől kezdődően rendezik meg minden évben a Kékszalagot. 2001-ben az abszolút nyertes Litkey Farkas volt Pleasure nevű hajójával. A trapézos hajók indulásának engedélyezése miatt tiltakozó, a versenyrekordot 1955 óta 10 óra 40 perccel tartó Nemere II. és hat másik hajó a rajt után visszafordult és voltak olyan egységek is, amelyek a verseny irányával ellentétesen haladtak, vagy fekete szalagot tűztek hajójukra. A Magyar Vitorlás Szövetség elnöksége úgy döntött, hogy a legmodernebb keretes-trapézos hajók csak a páros években indulhatnak, míg a páratlan években a klasszikus módon megvitorlázható hajóké az indulás joga.

### 34. Kékszalag
2002-ben rendezték meg a 34. Kékszalagot. Litkey Farkas győzött Gardazurra nevű hajójával.

### 35. Kékszalag
2003-ban rendezték meg a 35. Kékszalagot. Litkey Farkas győzött Lisa nevű hajójával 9 óra 25 perces rekord idővel.

### 36. Kékszalag
2004-ben rendezték meg a 36. Kékszalagot. Litkey Farkas győzött Gardazurra nevű hajójával.

### 37. Kékszalag
2005-ben 431 vitorlás, 1961 versenyzővel indult a versenyen. Litkey Farkas szerezte meg zsinórban az ötödik Kékszalag-díját a Lisa kormányosaként. A Lisa egy klasszikus tervezési elvek szerint épült high-tech vitorlás volt, amelyet 1997-ben Olaszországban építettek. A súlya 2200 kg, ebből 800 kg volt a tőkesúly, a 12.7 m hosszú test karbonból készült.

### 38. Kékszalag
2006-ban rendezték meg a 38. Kékszalagot. Litkey Farkas győzött Clas Des Team hajójával.

### 39. Kékszalag
2007-ben rendezték meg a 39. Kékszalagot. Litkey Farkas győzött Lisa nevű hajójával.

### 40. Kékszalag
2008-ban rendezték meg a 40. Kékszalagot. Litkey Farkas győzött Brokernet nevű hajójával.

### 41. Kékszalag
A 41. Kékszalag T-Mobile Nagydíj, nemzetközi távolsági vitorlás versenyt és fesztivált 2009-ben július 3-5 között rendezték meg. 612 hajó indult. A versenyt a Brokernet-Uniqa Sailing Team nyerte Litkey Farkas kormányos legénységével. A Nemere II. cirkálóval egy női csapat indult Magyar Vilma irányításával.

### 42. Kékszalag
A 42. Kékszalag T-Mobile Nagydíj, nemzetközi távolsági versenyt 2010-ben július 2-4 között rendezték meg. A versenyt a Natur Aqua nyerte Rolland Gabler kormányos legénységével.

### 43. Kékszalag
A 2011-ben megrendezett 43. Kékszalag abszolút győztese Litkey Farkas, Lisa nevű hajójával. Ettől az évtől kezdődően a legjobb női kormányos a First Class magazin által alapított “Gordon Evelyn Díj” nyertese. Gordon Evelyn a világon az első női versenyző volt aki tókerülő versenyen győzött.

### 44. Kékszalag
2012-ben sikerült megdöntenie az egytestű Nemere II. 57 évig tartott időcsúcsát egy többtestű hajónak, a Józsa Márton vezette kétárbocos magyar építésű katamarán, a Fifty-Fifty hat percet faragott le a réges-régi tókerűlő rekordról. A „Gordon Evelyn Díj” nyertese a Krajcár 70-es cirkálót kormányzó Németh Enikő MKB Vitorlás Klub versenyzője volt. A Lillafüred cirkáló felújítását követően ekkor versenyezhetett először egymás ellen a híres balatoni 75-ös cirkáló flotta, a Nemere II., a Lillafüred és a Sirocco.

### 45. Kékszalag
A 2013-ban megrendezett Kékszalagon utoljára versenyeztek kizárólag az egytestű hajók, amelyek addig a páratlan években alkották a mezőnyt, az ezt követő versenyeken megszűntek a kategóriákra vonatkozó megkötések. A versenyen ugyan az egytestű a Principessa (kormányos: Rauschenberger Miklós) és a Raffica (kormányos: Király Zsolt) is gyorsabb volt szinte a teljes távon Litkey Farkas hajójánál, de az izgalmas és szoros versenyen végül mégis az EvoPro-Lisa lett az első Litkey kormányzásával.

### 46. Kékszalag
A nyitott Kékszalagon a szuper vitorlás hajócsodák mellett a klasszikus hajók versenyét is élvezhette a közönség. A 46. Kékszalag abszolút nyertese a Józsa Márton kormányozta Fifty-Fifty, egy kétárbócos, kéttestű, magyar fejlesztésű hajó, amely 7 óra 13 perc 57 másodperccel egyben a Kékszalag újabb időrekordját is beállította. A verseny résztvevőinek mintegy ötöde felkészületlennek bizonyult tudásban, vagy műszakilag.

### 47. Kékszalag
2015-ben rendezték meg a 47. Kékszalagot. Peclard Safram győzött Christophe nevű hajójával.

### 48. Kékszalag
A 48. Kékszalag abszolút győztese Litkey Farkas a Festipay-el, 8 óra 34 perc 6 másodperccel. Második Józsa Márton (Fifty-Fifty, 8 óra 40 perc 20 másodperc), Harmadik Kaiser Kristóf (Extreme Sailing Team, 8 óra 48 perc 48 másodperc). Litkey Farkas 12 alkalommal győzött a Kékszalagon. Első alkalommal győzött katamaránnal. A Festipay 14 óra 20 perckor elsőként vette a keszthelyi kaput, innen viszont már a célig vezetett. A verseny indulása előtti nap este vihar tarolta le Balatonfüredet. Sokan visszaléptek az indulástól. A Magyar Vitorlás Szövetség sajtótájékoztatón mutatta be a Magyar Sport Házában a fehéraranyból készült Bajnoki Gyűrűt, amelyet a Kékszalag vitorlásverseny nyertes csapata kapott.
A leggyorsabb  többtestű katamaránok után nyolcadikként futott be a leggyorsabb egytestű vitorlás, a Principessa.

### 49. Kékszalag

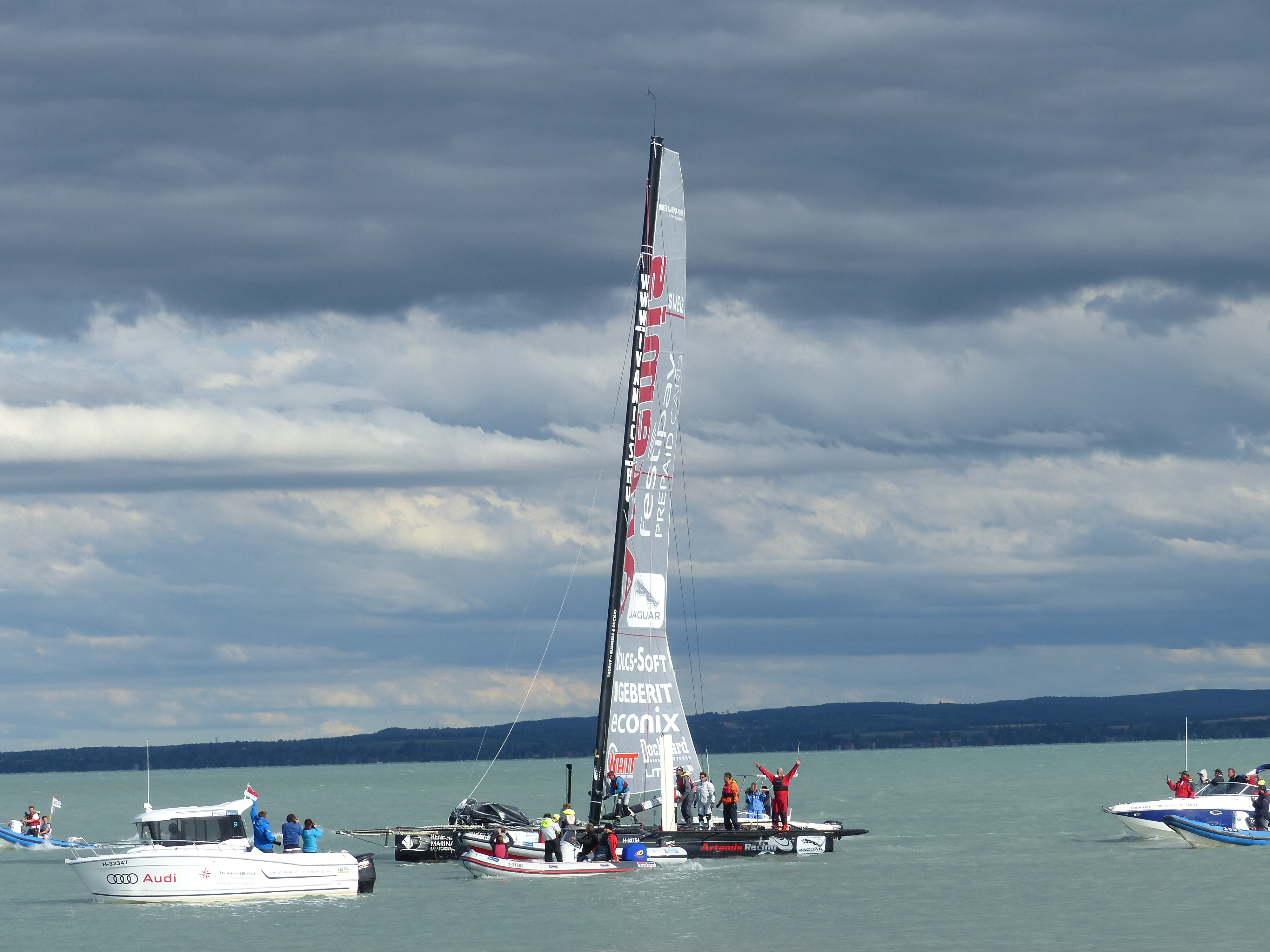
Litkey Farkas 13 alkalommal győzött a Kékszalagon, hajójával a Festipay katamaránnal a 48. Kékszalagon is abszolút győztes lett

2017. július 6-án reggel 9 órakor rajtolt a 49. Kékszalag vitorlásverseny. 526 nevezett hajóból 395 ért érvényesen célba. A versenyt Litkey Farkas Festipay nevű katamaránja nyerte 10 óra 05 perc 17 másodperces idővel. Ez volt Litkey Farkas tizenharmadik Kékszalag-győzelme. A 395. befutó a Yardstick II. csoportból White Lady volt Vörös Péter kormányzásával. A verseny után az Opel Fifty-Fifty csapata óvást nyújtott be, mert szerintük a Festipay érintette a balatonkenesei bóját a megkerülésekor. A döntőbizottság azonban elutasította az óvást. A versenyről készült filmfelvétel megtekintése után Józsa Márton és az Opel Fifty-Fifty legénysége sportszerűen elismerték, hogy alaptalan volt az óvás, és gratuláltak a győztesnek. Az első tíz kéttestű hajót követte a legjobb egytestű, egy trapézos Libera típusú hajó, a Raffica. A hagyományos klasszikus balatoni vitorlások közül a legelőkelőbb helyen egy 70-es cirkáló a Capella ért célba a 18. helyen.

#### Eredmények
- 70-es cirkáló osztály
  - 1. CAPELLA Pomucz Tamás
  - 2. ORPHEUS Herkó Dezső
  - 3. PANNÓNIA Jordán Balázs
- Nyílt többtestű osztály
  - 1. Festipay Litkey Farkas
  - 2. OPEL FIFTY-FIFTY Józsa Márton Miklós
  - 3. BLACK JACK Roland Gabler[95]

Kékszalag nemzetközi távolsági vitorlásversenyeken eddig a legeredményesebb kapitány Litkey Farkas, aki 2017-ben már a 13. alkalommal futott be elsőként a balatonfüredi célba, sorrendben a következő hajókat kormányozta: Pleasure, Gardazzurra, Lisa, Gardazzurra, Lisa, Clan Des Team, Clan Des Team, Lisa, Lisa, Lisa, Evopro-Lisa, Festipay

### 50. Kékszalag
A Magyar Vitorlás Szövetség jóváhagyta az 50., jubileumi Kékszalag időpontját: 2018. július 26-28. Azok a hajók, amelyeknek maximális befogadó képessége kevesebb mint 3 fő, nem jogosultak a nevezésre. 
3.2 Definíciók
3.2.1 Hagyományos egytestű hajók: minden olyan egytestű hajó, amely kiállja a Technikai bizottság előírásai alapján a 90 fokos döntéspróbát, ezt okmányokkal igazolja, és a legénység súlypontja nem helyeződik a hajótesten kívülre (nem trapézos, nem keretes). Az MVSz által elismert hajóosztályok alanyi jogon vesznek részt a hagyományos egytestű hajók versenyében.
3.2.2 Nyílt kategória: mindazon hajók, amelyek nem felelnek meg a hagyományos egytestű hajók feltételrendszerének, és nem tagjai a Többtestű értékelési csoportnak, a nyílt kategóriába sorolandók.
Az 50. Kékszalag Erste Nagydíj fő támogatója, az Erste “Higgy magadban és légy ott az 50. Kékszalagon” című pályázatának keretében bárki jelentkezhetett a versenyen elinduló 11 profi hajóra.
Az 50. Kékszalag 2018. július 26-án reggel 9 órakor rajtolt. Késő este a Christophe Peclard kormányozta Safram 2015-után újra elsőként ért a balatonfüredi célba 21 óra 40 perckor. Legénység: Christophe Peclard, Rodolphe Gautir, Fabien Froesch, Fabian Racloz KF, Nils Palmieri és Antoine Lauriot Prerost. Másodikként a tizenháromszoros Kékszalag-győztes Litkey Farkas vezette Prevital 22 óra 01 perckor. Legénység: Bartos Zoltán, Lovas Zsolt, Lepp Gyula, Tóth Róbert és Oroszlán Gábor.  A harmadik Józsa Márton kormányos hajója, az Opel Fifty-Fifty Kelemen Tamással, Lukáts Csabával, Adorján Csabával, D'albini Andrással, Németh Áronnal és Majthényi Mátyással 22:27-kor. 682 hajó nevezett a versenyre. A versenyt 545 hajó teljesítette.

### 51. Kékszalag
2019. július 18-án reggel 561 vitorlás indult el a Kékszalagon. A távot 15 óra 37 perc alatt teljesítette Petrányi Zoltán kormányos hajója, a Racing Django katamarán. A győztes hajó legénységének tagjai Csetényi Csaba, Kaltenecker Károly, Lovas Zsolt, Farkas Bence és Pénzes Botond Kristóf voltak.
A 2019-es Kékszalag Nagydíj végeredménye:
- Racing Django (Petrányi Zoltán) 15:37:04
- MKB-Extreme Sailing Team (Kaiser Kristóf) 15:53:58
- Prevital (Litkey Farkas) 16:16:10[107][108]

### 52. Kékszalag
2020. július 30-án indult az 52. Kékszalag Balatonfüredről. 27 hajóosztályban 535 hajó részvételével rendezték meg a versenyt, amelyet leggyorsabban, 17 óra 52 perc 57 másodperc alatt az RSM2 katamarán teljesítette Vándor Róbert kormányzásával. RSM2 katamarán legénysége: Kalocsai Zsolt, Fekete András, Lange Péter, Margitics Botond, Bali István.
A 2020-as Kékszalag Raiffeisen Nagydíj végeredménye:
- RSM2 (Vándor Róbert) 17:52:57
- New Black Jack (Roland Gabler) 18:36:25
- MKB-Prospex (Kaiser Kristóf) 18:40:09

### 53. Kékszalag

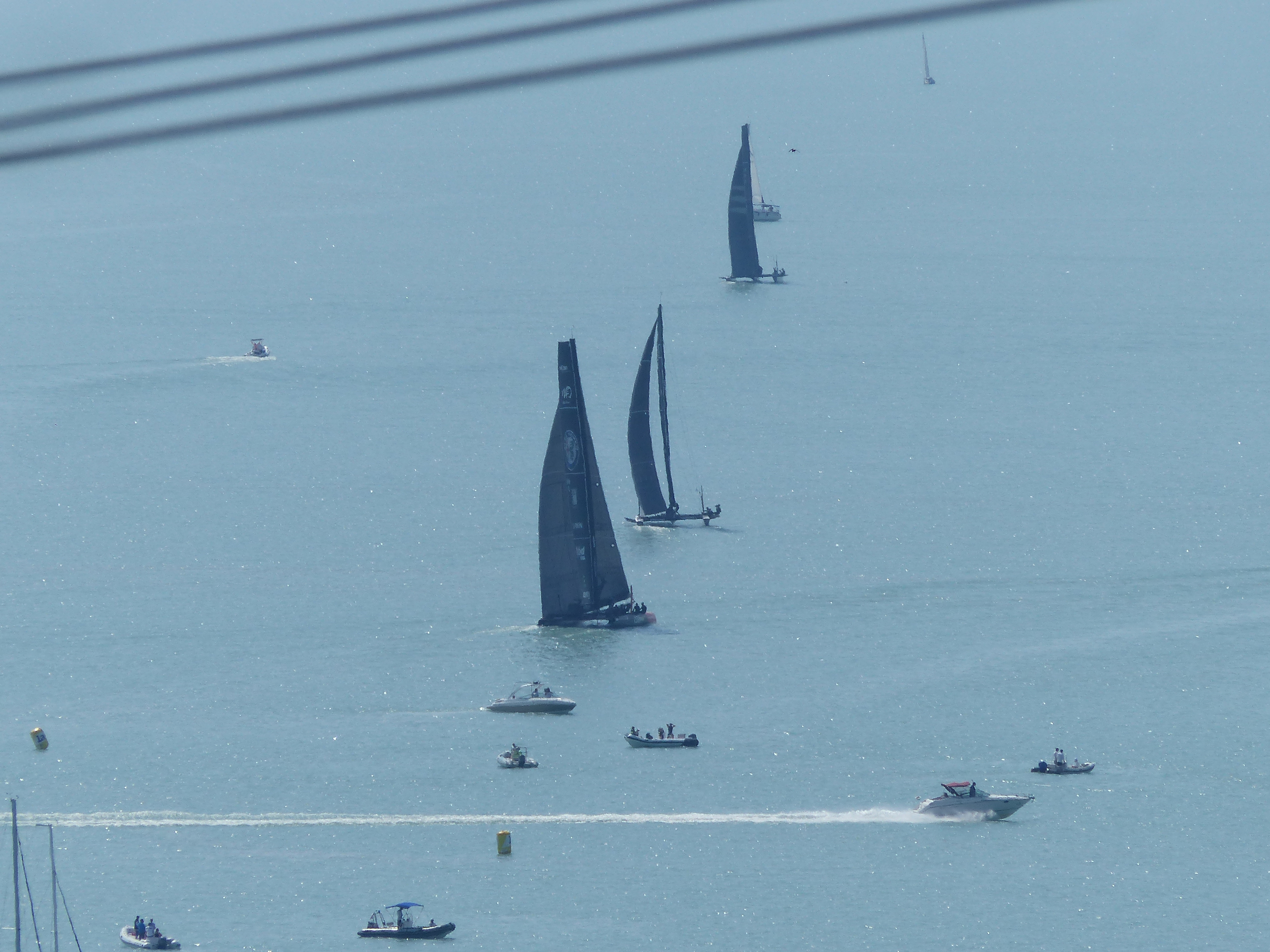
RSM2, Fifty-fifty és az Audax Django a kenesei kapunál

Az 53. Kékszalag 2021. július 22-én indult. Összesen 556 hajó nevezett a versenyre, amely Balatonfüredről rajtolt el. A 155 kilométeres távot a címvédő RSM legénysége tette meg a leggyorsabban, akik így Vándor Róbert irányításával újra megnyerték a tókerülő versenyt.
A 2021-es Kékszalag Raiffeisen Nagydíj végeredménye:
- RSM2 (Vándor Róbert) 11:42:12
- Fifty-fifty (Józsa Márton) 11:44:26
- Audax Django (Petrányi Zoltán) 11:51:39

### 54. Kékszalag

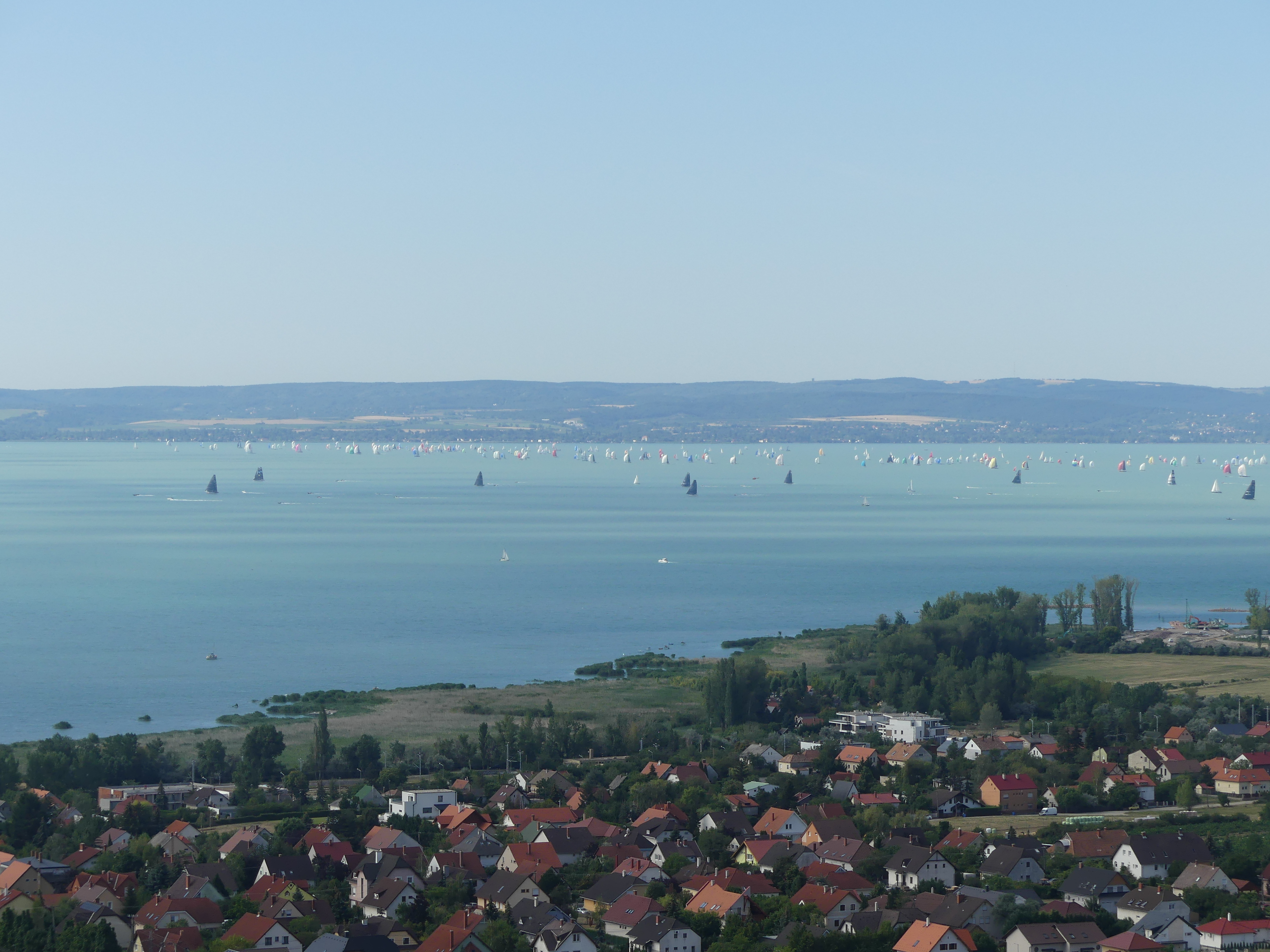
Az 54. Kékszalag rajtja

2022. július 14-én, csütörtökön 9 órakor  rajtolt az 54. Kékszalag, abszolút győztese a Fifty-Fifty, Józsa Márton kormányzásával, új Kékszalag rekorddal, 7 óra 13 perc 21 másodperc menetidővel.  A nyertes hajó legénysége: Goszleth Marcell, Németh Áron, Adorján Csaba, Dénes Bence Dániel, Erőss Loránd János és Józsa-Kovács Attila 
A 2022-es Kékszalag Raiffeisen Nagydíj végeredménye:
- Raiffeisen Fifty-Fifty (kormányos: Józsa Márton) 7:13:21
- Team Kaáli (kormányos: Virág Flóra) 8:01:20
- Prospex-Delta (kormányos: Kaiser Kristóf) 8:02:22  [116] [117]

A versenyszabályzat szerint rendelkezésre álló 48 órán belül 387 hajó hajózott be a célba.   
Az 54. Kékszalag osztálygyőztesek
- Pajor Zsolt, Irokéz – 70-es cirkáló
- Csury Zoltán, Ou Sail – ASSO99
- Borsos Ernő, MahiMahi – Nautic
- Szabó Vilmos, Amitié – Regina
- Jasper Gábor, Headhunter – Dolphin
- Wlasitsch Tamás, Zarándok – Folkboat
- Schatz Árpád, Schatz – NAU 370 RUN
- Vida Péter, Viapan – Bavaria32
- Fazekas Ákos, Penny – B25
- Scharf Máté, Nelson – 8 M Open
- Gacs Jenő, Babut – J24
- Miklós Tibor, Csér -15-ös jolle
- Wossala Kristóf, Kékmadár – 30-as cirkáló
- Gyenes Ákos, Weight – 8M OD
- Komáromi Sándor, Vera Natura – L30 OD
- Békés Miklós, Öreg – Sudár Regatta
- Koncz Péter, Thétisz – Sudár Sport
- Dobos Attila, Onix – Magyar Cruiser Hajóosztály
- Keller András, Kód 10 – ORC [120]

### 55. Kékszalag
2023. július 6-án 11 órakor rajtolt az 55. Kékszalag, abszolút győztese a Józsa Márton által kormányzott Fifty-Fifty 5 óra 3 perc 56 másodperces pályacsúccsal. Ez Józsa Márton 2012, 2014 és 2022 után a negyedik győzelme. 
Legénység:
Józsa Márton – kormányos
Goszleth Marcell – taktikus, nagyvitorla trimmer
Németh Áron – boat captain, bowman
Adorján Csaba – rigger, head sail trimmer
Józsa-Kovács Attila – head sail trimmer
Erőss Lóránd – bowman
Bagyó Áron – bowman  
A hajó adatai: 
Hossza: 50 láb – vagyis 15 méter
Szélesség: 9,5 méter
Legnagyobb szélesség (oldal sudarakkal): 15 méter
Árbócok magassága 20 méter
Árbócok felülete 40 m2 szárny forma    Vitorlázat:  Nagyvitorlák (2x72m2) 144 m2
Orrvitorlák: (2x46m2) 92 m2
Hátszeles vitorla (reacher) (2x90m2) 180 m2
Szél felé összesen 276 m2 
Bőszélben: 364 m2 
Az 55. Kékszalag versenyigazgatója Kerekes Kázmér, aki 21. alkalommal töltötte be ezt a tisztséget. A rajteljárást az Öszöd fedélzetéről irányította.   Az osztálygyőzteseket a Magyar Vitorlás Szövetség hirdetőtáblája  sorolja fel.

### 56. Kékszalag
2023. július 18-án 9 órakor rajtolt az 56. Kékszalag, abszolút győztese a Józsa Márton által kormányzott Fifty-Fifty 12 óra 24 perc 47 másodperces menetidővel. Több mint kétórás hátrányt hozott be az abszolút győztes, mindössze 50 másodperces különbséggel utasítva maga mögé a második Prospex-Deltát. A Fifty-Fifty legénysége: Goszleth Marcell, Németh Áron, Adorján Csaba, Józsa-Kovács Attila, Erőss Loránd János és Bagyó Áron. Az 56. Kékszalag abszolut győztes után 50 másodperccel befutó Prospex-Delta kapitánya, Lichtenberger Attila, a hajó kormányosával egyetértésben nem emelt óvást, annak ellenére, hogy a Fifty-Fifty legénysége – a versenyszabályzattal ellentétesen – nem viselt mentőmellényt a verseny alatt. Mivel a döntést a legénység ellenezte, így Lichtenberger Attila a versenyt követően lemondott. Lichtenberger Attila: Az igazi hibát azonban mégis én követtem el azzal, hogy Kaiser Kristóffal, a csapatvezető társammal és a hajó kormányosával, aki a versenyt követő szűk időablakban rendkívül kimerült volt, hiszen óriásit csatázott, a csapatakarattal szembehelyezkedve nem nyújtottam be az óvást, és ezért a felelősséget és a következményeket felvállalva lépek hátra, a rideg profizmus és az egy csepp emberség vékony mezsgyéje között az utóbbi irányt választva, amiért itt is újra a csalódott csapattagok, a szponzorok és a szimpatizánsaink elnézését kérem. 

## A Kékszalag különdíjai
- Ugron Gábor különdíj

A Kékszalag egytestű kategóriájában 1. helyezett hajó kapja Ugron Gábor, az 1. Kékszalag győztese emlékére. 2022-ben a különdíjat a Raffica Sailing Team kapta. 
- Majthényi Zsombor különdíj

A különdíjat az edzők szavazatai alapján kiemelkedő eredményeket elért ifjúsági versenyző egység kapja 2006 óta. 
- Dulin különdíj

A Dulin testvérek által alapított díjat a legjobb serdülő optimistes versenyző kapja. 
- Tímár Péter különdíj

Alapítói Rutai István és Ugron Gábor Gáspár. 

## Lásd még
- Sportvitorlás
- Klasszikus cirkáló
- Szélrózsa távolsági tókerülő vitorlás túraverseny